# Frost-Musulin-Kreis
Der Frost-Musulin-Kreis ist ein einfaches graphisches Hilfsmittel zum Erkennen bzw. zur Verdeutlichung des aromatischen Charakters eines ungesättigten Monocyclus. Es wurde vom US-amerikanischen Chemiker Arthur A. Frost und Boris Musulin entwickelt, und nach Frost benannt (englisch Frost’s Circle). Er schätzt die relativen Orbitalenergien für planare, monocyclische und vollständig konjugierte Moleküle ab.

## Hückel-Regel
Mit Beginn der Quantenchemie in der ersten Hälfte des 20. Jahrhunderts wurden einige Aromatizitäts-Kriterien entwickelt. Ein wichtiges Ergebnis seiner theoretischen Arbeiten fand Erich Hückel in den 1930er Jahren. Nach der Hückel-Regel gilt:
- Aromatisch sind monocyclische planare Moleküle mit (4n + 2) π-Elektronen.
- Dabei zeichnen sich die π-Elektronen dadurch aus, dass sie sich oberhalb und unterhalb, nicht aber in der Molekülebene des planaren Aromaten aufhalten.[2]

Die experimentell beobachtete besondere Stabilität von Benzol (Summenformel: C6H6), dem Prototyp einer aromatischen Verbindung, erklärte Hückel mit der doppelten Besetzung aller verfügbaren bindenden Molekülorbitale mit (4 · 1 + 2 = 6) π-Elektronen.
Gemäß der LCAO-Methode werden die Atomorbitale der beteiligten Atome „vermischt“ (rechnerische Linear-Kombinationen der Lösungen der Schrödinger-Gleichung). Sie spalten sich dabei in bindende, nichtbindende und antibindende Molekülorbitale auf, die dann nach steigender Energie gemäß den Hundschen Regeln aufgefüllt werden.

## Konstruktion des Frost-Kreises
Um den n-Cyclus, gezeichnet mit einer Spitze nach unten, wird ein Umkreis gezeichnet. Den Radius dieses Kreises benennt Frost mit 2β. Die relativen Orbitalenergien der Orbitale m = 0 − n ergeben sich dabei nach der Formel sin(m · 360°/n − 90°)· 2β oder sin(m · 2 π/n − π/2)· 2β.

## Beispiel Cyclopropenyl-Kation/Anion
Beginnend mit einem Energiediagramm wird ein Kreis mit dem Radius 2β um die Abszisse gezogen. In diesen Kreis wird der n-Cyclus, eine Spitze nach unten eingeschrieben. Die Berührungspunkte n-Cyclus/Kreis geben die relative Energie der Molekülorbitale wieder:

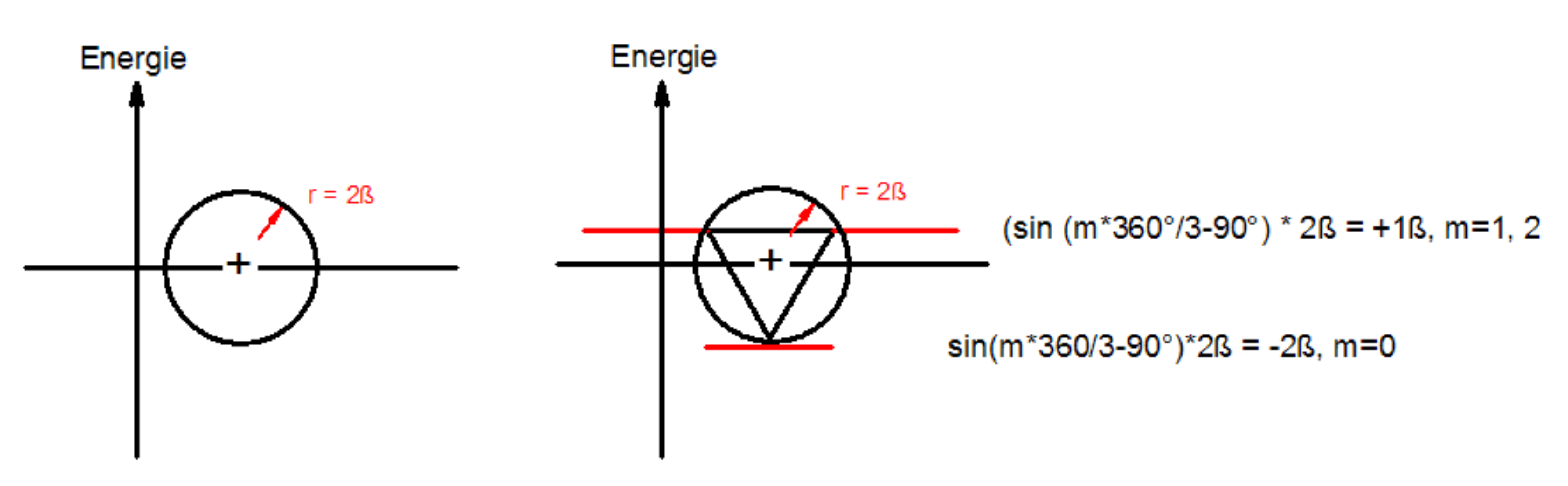

Nach Hückel sollte ein solches System aromatisch sein, wenn alle verfügbaren bindenden Orbitale doppelt besetzt sind (s.o). 

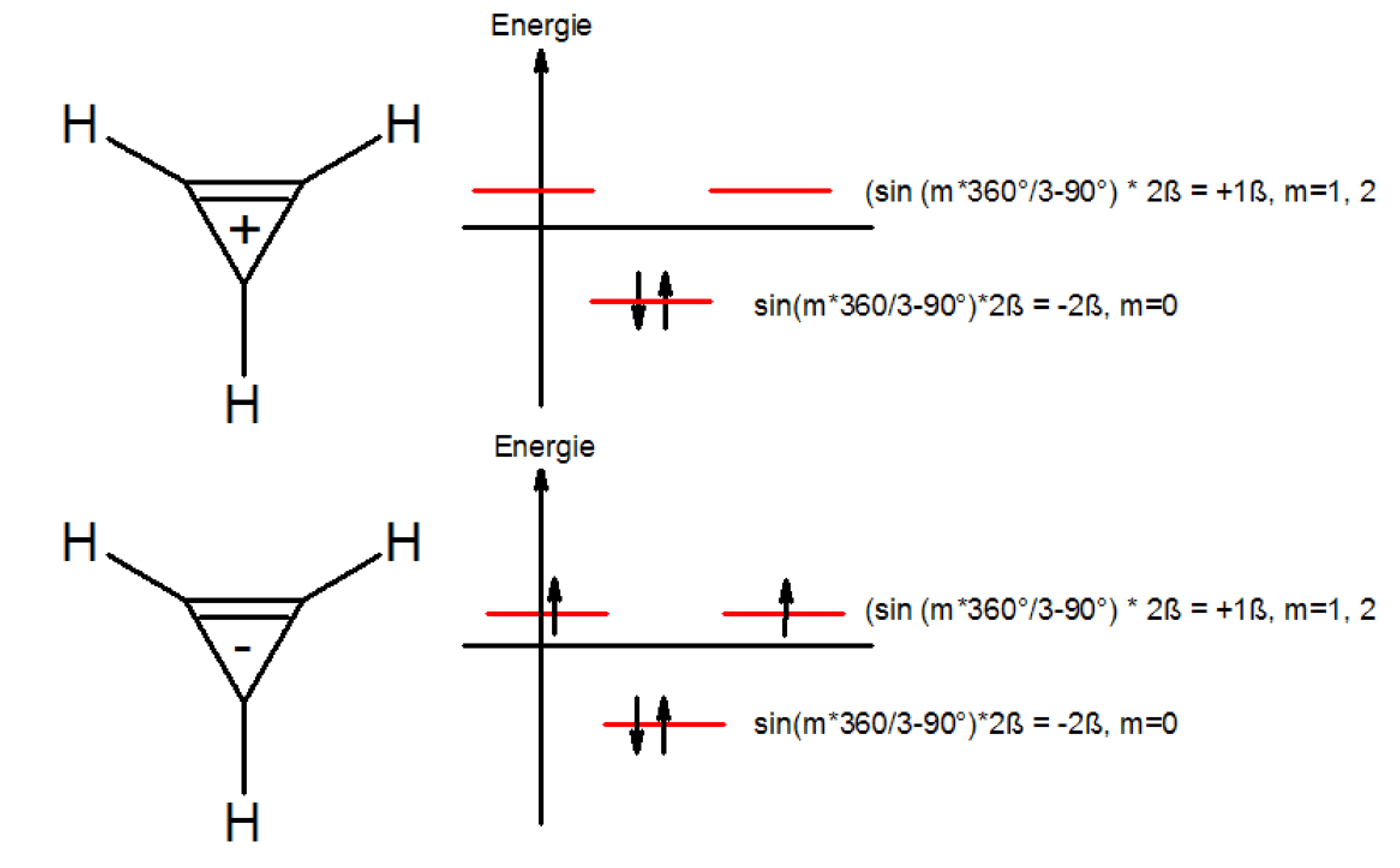

Das Cyclopropenylkation C3H3+ sollte aromatisch sein. Der Energiegewinn ΔE durch die Delokalisierung beträgt 2e−·(−2β) = −4β. Für das Cyclopropenylanion C3H3− ergibt sich wegen der Einfachbesetzung der obersten beiden Orbitale gemäß der Hundschen Regel eine Diradikalstruktur, ΔE = β + β − 2β = 0.

## Beispiel Cyclobutadien

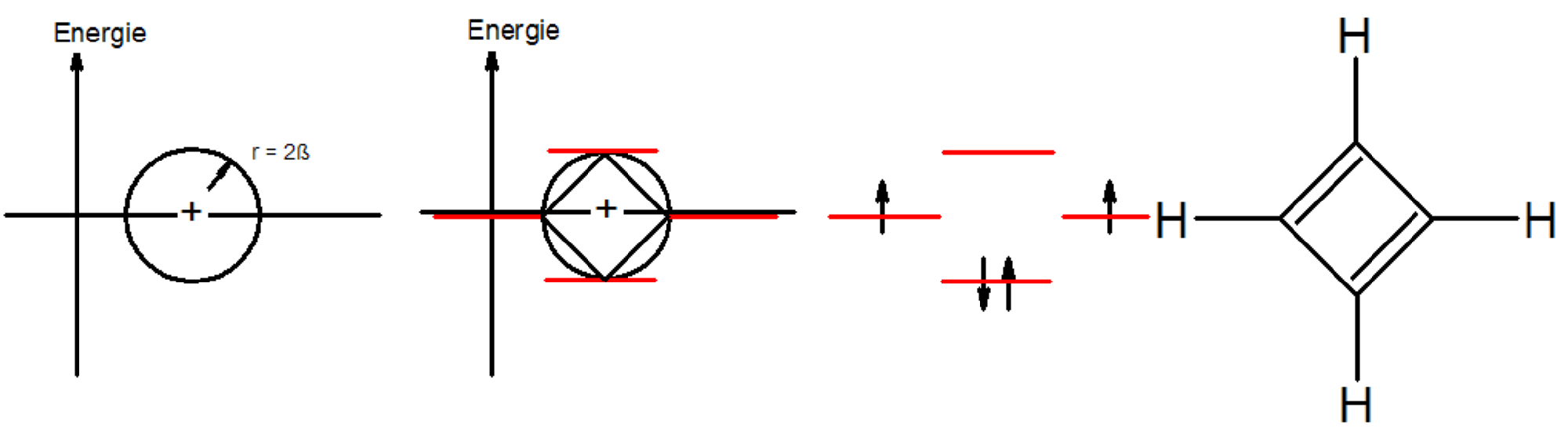

Bei Delokalisation der π-Elektronen würde sich eine Diradikalstruktur ergeben; Cyclobutadien ist nicht aromatisch, siehe auch andere Literaturstellen.